# Žarnovica
Žarnovica (deutsch Scharnowitz, ungarisch Zsarnóca, lateinisch Zarnovia) ist eine Stadt in der Mittelslowakei. Sie zählt 5576 Einwohner (Stand 31. Dezember 2024) und ist Sitz des Okres Žarnovica innerhalb des Banskobystrický kraj.

## Geographie

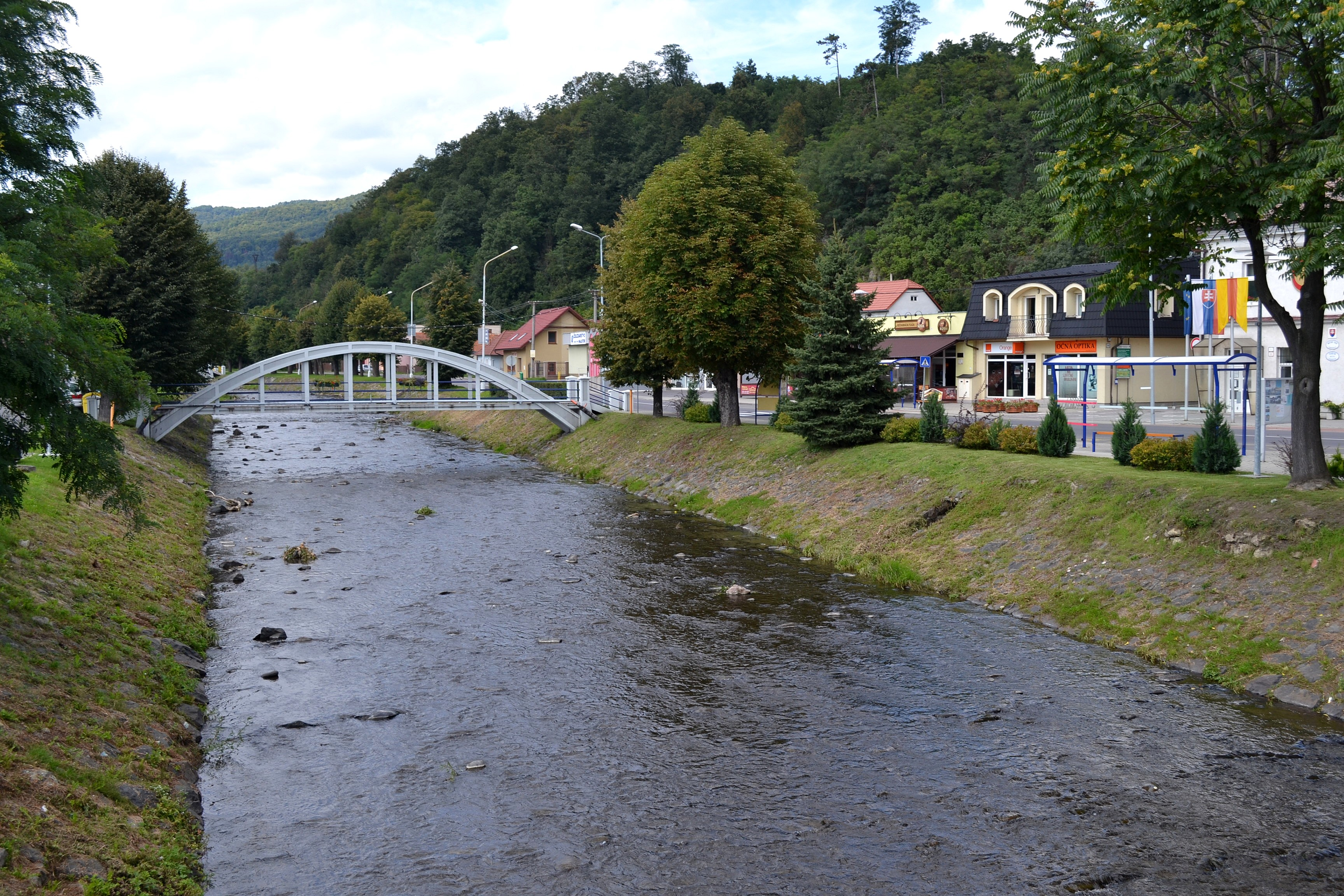
Der Kľak im Stadtzentrum von Žarnovica

Die Stadt befindet sich am südlichen Ende des Talkessels Žiarska kotlina am rechten Ufer des Hron, der hier den rechtsufrigen Kľak und linksufrigen Hodrušský potok einnimmt und ist zwischen den Schemnitzer Bergen östlich, Vtáčnik nordwestlich und Pohronský Inovec südwestlich der Stadt eingeschlossen. Diese Region ist im Slowakischen auch als Stredné Pohronie bekannt. Das Stadtzentrum liegt auf einer Höhe von 230 m n.m. und ist jeweils 21 Kilometer von Banská Štiavnica und Žiar nad Hronom, 59 Kilometer von Banská Bystrica sowie 155 Kilometer von Bratislava entfernt.
Žarnovica gliedert sich in folgende 4 Stadtteile:
- Lukavica
- Revištské Podzámčie (1971 eingemeindet; deutsch Schlossdorf)
- Žarnovica
- Žarnovická Huta (1960 eingemeindet)

Nachbargemeinden sind Bzenica im Norden, Vyhne im Osten, Hodruša-Hámre im Südosten, Voznica im Süden, Rudno nad Hronom (kurz) und Nová Baňa im Südwesten und Horné Hámre im Westen.

## Geschichte

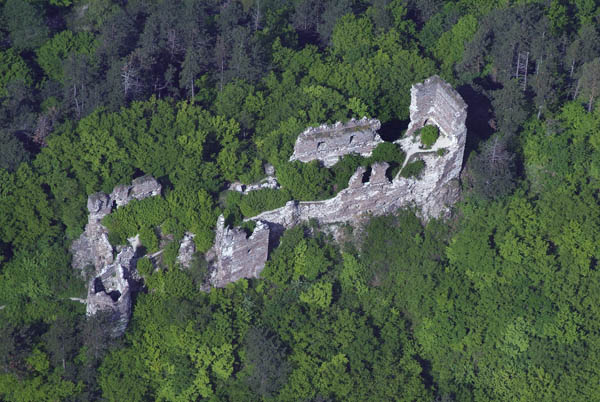
Ruinen der Burg Revište nördlich der Stadt

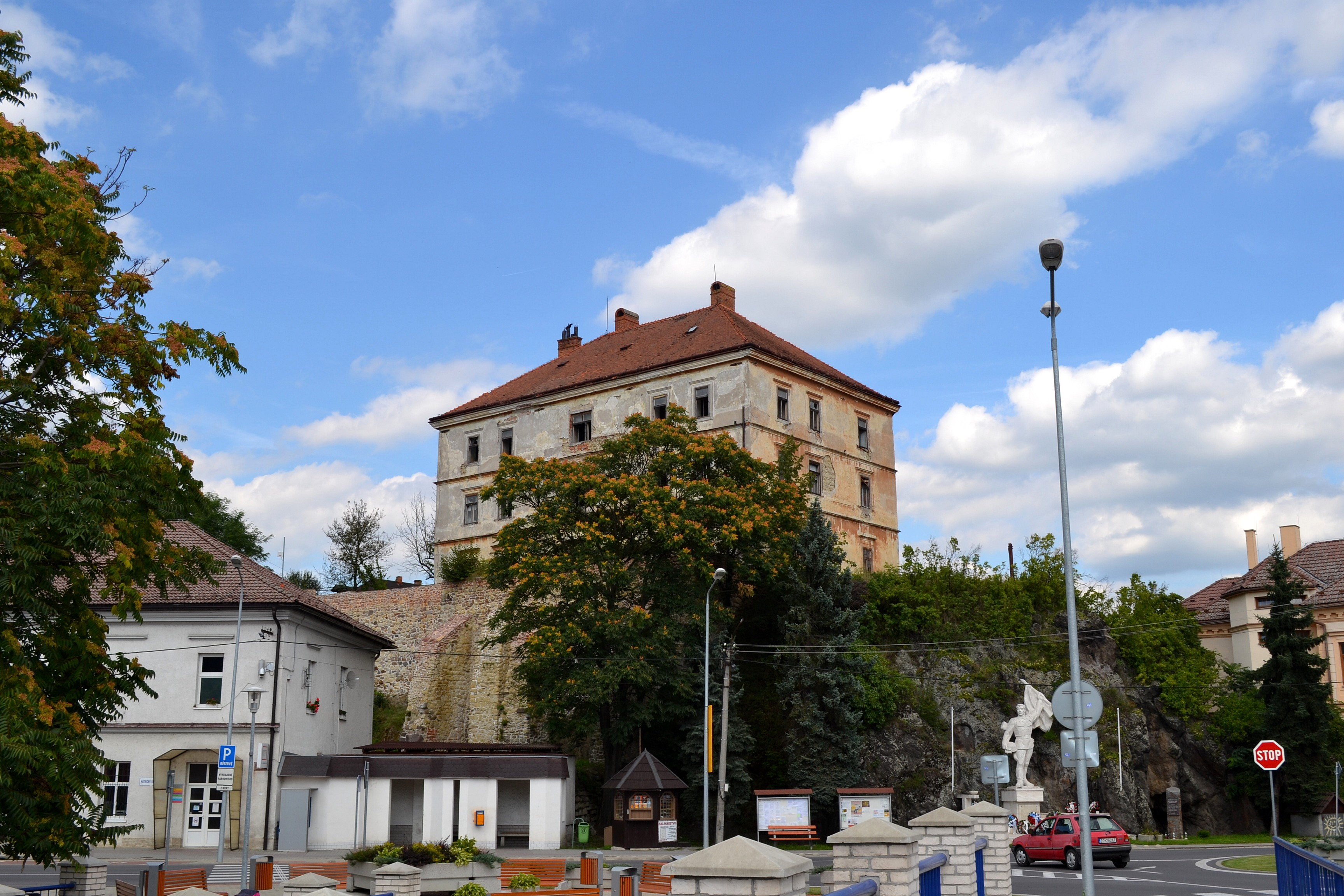
Gotisches Schloss auf einem Hügel oberhalb der Stadt

Der Stadtname hat sprachliche Verwandtschaft zum Wort žarnov, auf Deutsch Mühlstein; eine Stätte, wo Herstellung von Mahlgängen stattfinden könnte ist jedoch nicht entscheidend nachgewiesen. Dieses Werkzeug ist jedoch stilisiert auf dem Stadtwappen zu sehen. Die Stadt wurde 1332–1337 zum ersten Mal als Zanog beziehungsweise Zirnog schriftlich erwähnt. Einige Jahre danach wurde von Voznica heraus eine Mautstelle in die Stadt verlegt; bis 1479 lag die Stadt im Herrschaftsgebiet der Burg Revište, danach kam sie zum Geschlecht Dóczy.
1563 wurde Žarnovica als Städtchen erwähnt und während der Herrschaft der Dóczy fanden hier Gespanschaftsversammlungen statt. In den Jahren 1647 und 1664 wurde es jedoch von den Osmanen verwüstet, im zweitgenannten Jahr fand beim Ort eine Schlacht statt, in der sie von einem kaiserlichen Heer (befehligt von Jean-Louis Raduit de Souches) geschlagen wurden. Im späten 17. Jahrhundert erhielt das Städtchen das Marktrecht und es sind einige Zünfte (z. B. Schuhmacher) belegt.
1828 zählte man 140 Häuser und 986 Einwohner. Zum Ende des 19. Jahrhunderts entwickelten sich Holzverarbeitung und Ziegelei als wichtigste Arbeitgeber; die Brauerei und die umliegenden Hütten wurden jedoch geschlossen.
Bis 1918 gehörte die im Komitat Bars liegende Stadt zum Königreich Ungarn und kam danach zur Tschechoslowakei beziehungsweise heute Slowakei.

## Bevölkerung
| Jahr                | 1994 | 2004    | 2014    | 2024     |
| ------------------- | ---- | ------- | ------- | -------- |
| Anzahl der Personen | 6591 | 6522    | 6430    | 5576     |
| Unterschied         |      | −1,04 % | −1,41 % | −13,28 % |

| Jahr                | 2023 | 2024    |
| ------------------- | ---- | ------- |
| Anzahl der Personen | 5669 | 5576    |
| Unterschied         |      | −1,64 % |

Gemäß der Volkszählung 2011 wohnten in Žarnovica 6490 Einwohner, davon 5724 Slowaken, 52 Roma, 29 Polen, 25 Tschechen, acht Magyaren, vier Mährer, zwei Deutsche, ein Ukrainer und fünf Einwohner anderer Ethnie. 640 Einwohner machten keine Angaben. 4437 Einwohner bekannten sich zur römisch-katholischen Kirche, 80 Einwohner zur evangelischen Kirche A. B., 14 Einwohner zur orthodoxen Kirche, 12 Einwohner zur evangelistischen Kirche, elf Einwohner zur evangelisch-methodistischen Kirche; weitere Einwohner bekannten sich zur anderen Konfession. Fünf Einwohner waren konfessionslos und bei 520 Einwohnern wurde die Konfession nicht ermittelt.
Ergebnisse nach der Volkszählung 2001 (6596 Einwohner):
| Nach Ethnie: - 95,59 % Slowaken - 1,61 % Roma - 0,73 % Tschechen - 0,39 % Polen - 0,12 % Magyaren | Nach Konfession: - 78,43 % römisch-katholisch - 15,25 % konfessionslos - 4,28 % keine Angabe - 1,32 % evangelisch - 0,26 % griechisch-katholisch |

## Bauwerke

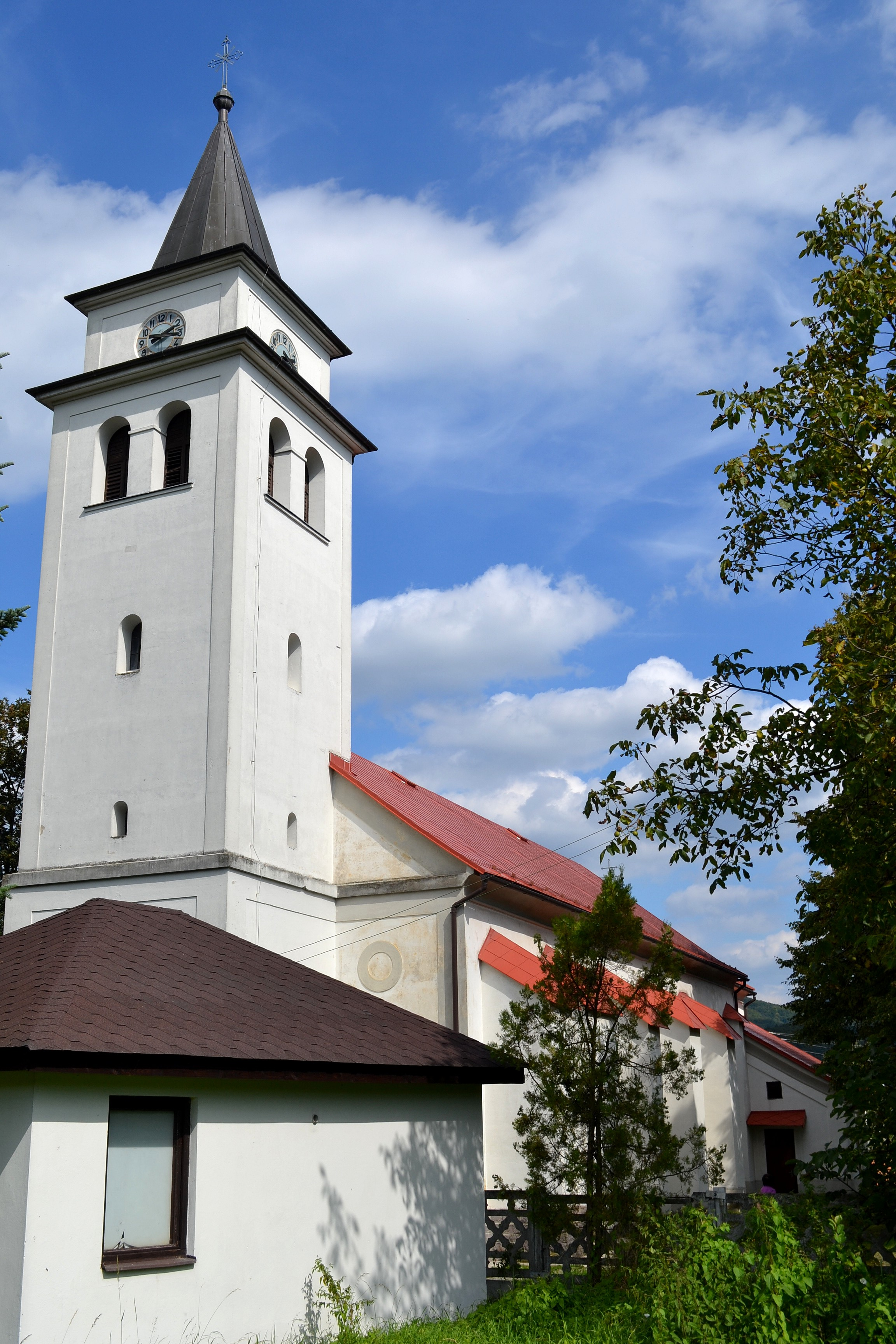
Peter-und-Paul-Kirche im Ort

- Ruinen der Burg Revište nördlich der Stadt im Stadtteil Revištské Podzámčie
- römisch-katholische Peter-und-Paul-Kirche, gegen 1400 erbaut, nach osmanischen Verwüstungen im späten 17. Jahrhundert im Barockstil erneuert
- barocke Kapelle aus dem 18. Jahrhundert
- neogotische Kapelle auf dem Kalvarienberg aus dem Jahr 1895
- Gebäude der ehemaligen Brauerei aus dem 18. Jahrhundert, heute als Wohnblock gewidmet
- Schloss im spätgotischen Stil aus den Jahren 1480–85, heute in verfallendem Zustand

## Sport
In Žarnovica befindet sich ein Speedway-Gelände an der Straße Bystrická südlich des Flusses Kľak. Des Weiteren ist die Stadt Sitz des Fußballclubs MFK Žarnovica.

## Verkehr
Durch die Schnellstraße R1 (E 58) mit je einer Halbanschlussstelle südlich und nördlich der Stadt hat Žarnovica gute Anbindung an Banská Bystrica in der Mittel- sowie Nitra und weiter Bratislava in der Westslowakei. Die ehemalige Durchgangsstraße trägt nun die Bezeichnung Straße 2. Ordnung 428, die nördlich der Stadt in die Straße 1. Ordnung 65 übergeht. Die Straße 2. Ordnung 512 führt nach Partizánske, eine Straße 3. Ordnung Kreisstraße schafft die Verbindung nach Banská Štiavnica.
Durch die Stadt verläuft die Bahnstrecke Nové Zámky–Zvolen und es bestehen regelmäßige Verbindungen nach Bratislava, Levice, Zvolen, Banská Bystrica und Košice.

## Söhne und Töchter der Stadt
- Martin Vaculík (* 1990), slowakischer Speedway-Rennfahrer
- Věra Tichánková (1920–2014), tschechische Schauspielerin